# Lupinus xenophytus
Lupinus xenophytus är en ärtväxtart som beskrevs av Charles Piper Smith. Lupinus xenophytus ingår i släktet lupiner, och familjen ärtväxter. Inga underarter finns listade i Catalogue of Life.